# Vytautas Buzas
Vytautas Buzas (* 11. Mai 1988 in Plungė) ist ein litauischer Basketballtrainer.

## Laufbahn
Der 1,97 Meter große Flügelspieler gehörte in der Saison 2006/07 zum Aufgebot des litauischen Erstligisten Klaipėdos Neptūnas. 2009/10 spielte er für den Zweitligaverein Naglis-Adakris Palangos und zeitweilig auch für Panevėžio Techasas in der höchsten Spielklasse des Landes. 2011 verließ er sein Heimatland und spielte beim französischen Viertligisten Hagetmau-Doazit Chalosse. Er kehrte nach Litauen zurück und spielte bis 2015 bei Zweitligisten. Er beendete seine Spielerlaufbahn aus Verletzungsgründen und arbeitete als Trainer in der Nachwuchsabteilung von Perlas MRU, einem Ableger der litauischen Spitzenmannschaft Lietuvos rytas Vilnius. Zudem war er als Manager von Perlas MRU tätig.
Im Sommer 2017 übernahm Buzas die Leitung der Jugendabteilung des deutschen Zweitligisten Nürnberg Falcons BC. Er kümmerte sich unter anderem um die Ausbildung von Nachwuchsspielern und fungierte als Co-Trainer der Nürnberger Profimannschaft zudem als Bindeglied zwischen Jugend- und Herrenbereich. Im Spieljahr 2018/19 betreute er als Trainer Nürnbergs U19-Mannschaft in der Nachwuchs-Basketball-Bundesliga. Anfang September 2019 wurde Buzas ins Amt des Cheftrainers von Nürnbergs Zweitligamannschaft befördert und ersetzte damit Ralph Junge. Anfang Dezember 2019 verließ Buzas Nürnberg und ging aus familiären Gründen nach Litauen zurück. Unter seiner Leitung hatten die Franken im bisherigen Saisonverlauf 2019/20 acht Siege und drei Niederlagen verbucht.
Zur Saison 2021/22 kehrte Buzas als Cheftrainer nach Nürnberg zurück. Anfang Dezember 2022 wurde er in Nürnberg entlassen, die Mannschaftsleitung gab unterschiedliche Auffassungen in der „grundsätzlichen Ausrichtung“ als Grund an. In der Saison 2023/24 war er Co-Trainer von Oliver Kostić bei Juventus Utena und wurde im Sommer 2024 bei dem litauischen Erstligisten zum Cheftrainer befördert.